# بنيامين شابيرا
بنيامين شابيرا (بالعبرية: בנימין שפירא) (10 يونيو 1913 – 1993) عالم إسرائيلي في الكيمياء الحيوية.
حصل على جائزة إسرائيل في الطب في الطب في عام 1955.

## حياته
ولد في ألمانيا في عام 1913. وهاجرت عائلته إلى فلسطين تحت الانتداب البريطاني في عام 1926 واستقرت في أفولا. ودرس في الجامعة العبرية في القدس من عام 1933، وحصل على البكالوريوس في العلوم الطبيعية في عام 1937، وحصل على درجة الدكتوراه في عام 1940.

## جوائز
- حصل على جائزة إسرائيل في الطب في الطب في عام 1955.[3]